# West Memphis
West Memphis is een plaats (city) in de Amerikaanse staat Arkansas, en valt bestuurlijk gezien onder Crittenden County.

## Demografie
Bij de volkstelling in 2000 werd het aantal inwoners vastgesteld op 27.666.
In 2006 is het aantal inwoners door het United States Census Bureau geschat op 28.092, een stijging van 426 (1,5%).

## Geografie
Volgens het United States Census Bureau beslaat de plaats een oppervlakte van 68,8 km², waarvan 68,6 km² land en 0,2 km² water. West Memphis ligt op ongeveer 67 m boven zeeniveau.

## Plaatsen in de nabije omgeving
De onderstaande figuur toont nabijgelegen plaatsen in een straal van 24 km rond West Memphis.

## Geboren
- Junior Wells (1934-1998), blues-mondharmonicaspeler